# Scottocalanus sedatus
Scottocalanus sedatus är en kräftdjursart som beskrevs av Farran 1936. Scottocalanus sedatus ingår i släktet Scottocalanus och familjen Scolecitrichidae. Inga underarter finns listade i Catalogue of Life.